# ラムゼー郡 (ミネソタ州)
ラムゼー郡（英: Ramsey County）は、アメリカ合衆国ミネソタ州の東部に位置する郡である。人口は55万2352人（2020年）。人口では州内第2位である。郡庁所在地は州都セントポールである。ミネアポリス・セントポール都市圏を構成する。
ラムゼー郡は1848年に設立され、郡名はミネソタ準州初代知事を務めたホイッグ党員のアレクサンダー・ラムジーに因んで名付けられた。州内では面積最小かつ、人口密度最大である。アメリカ合衆国の郡でも人口密度は高い方である。

## 地理
アメリカ合衆国国勢調査局に拠れば、郡域全面積は170.13平方マイル (440.6 km2)であり、このうち陸地155.78平方マイル (403.5 km2)、水域は14.36平方マイル (37.2 km2)で水域率は844％である。1990年の国勢調査以降完全に都市化されたと考えられている。

### 主要高規格道路
| - 州間高速道路35号線東 - 州間高速道路35号線西 - 州間高速道路94号線 - 州間高速道路694号線 - アメリカ国道10号線 - アメリカ国道52号線 - アメリカ国道61号線 - ミネソタ州道5号線 - ミネソタ州道13号線 - ミネソタ州道36号線 | - ミネソタ州道51号線 - ミネソタ州道96号線 - ミネソタ州道120号線 - ミネソタ州道149号線 - ミネソタ州道156号線 - ミネソタ州道280号線 |

### 隣接する郡

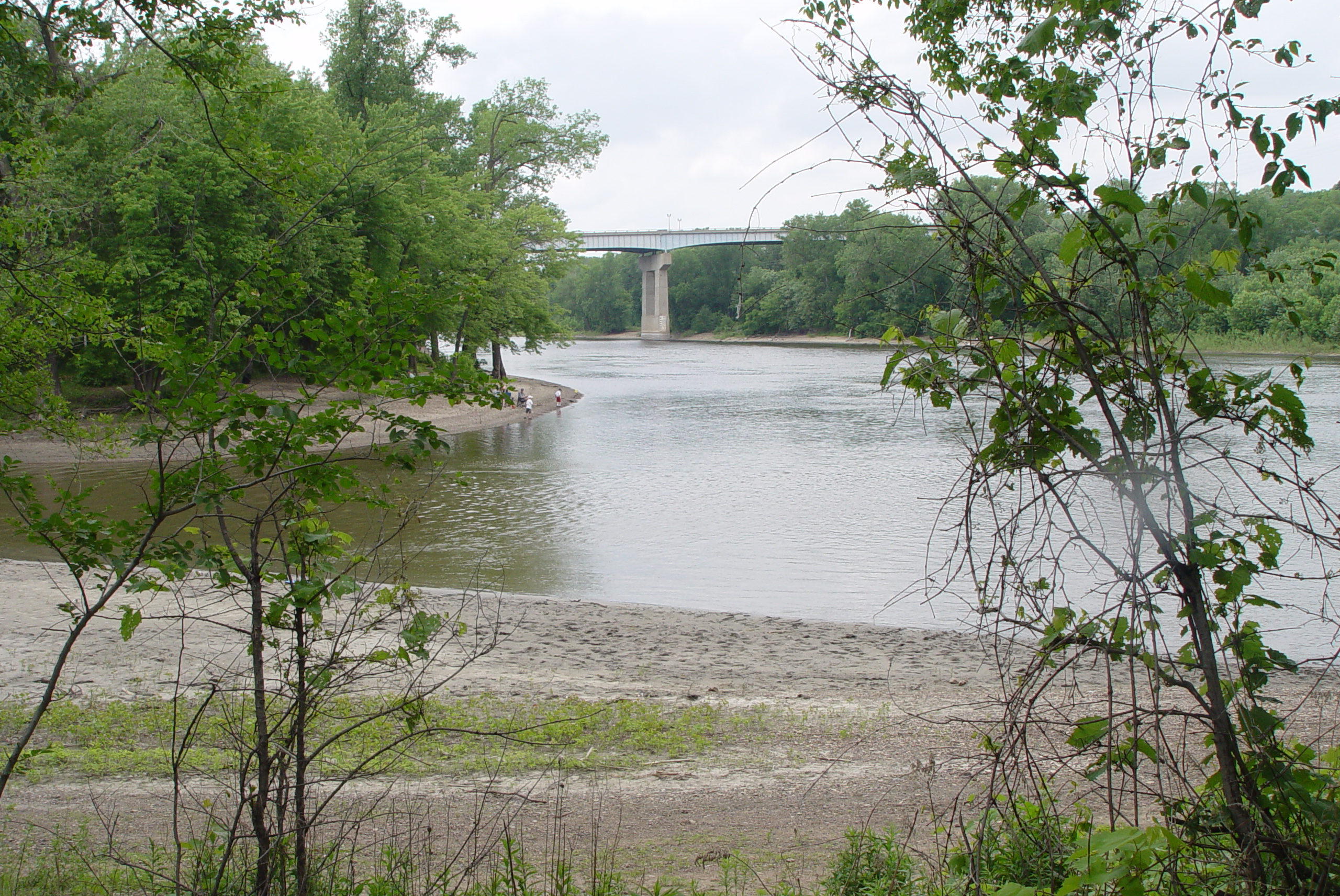
スネリング砦州立公園内のミネソタ川とミシシッピ川の合流点

- アノーカ郡 - 北
- ワシントン郡 - 東
- ダコタ郡 - 南
- ヘネピン郡 - 西

### 国立保護地域
- ミシシッピ国立河川レクリエーション地域（部分）

## 人口動態

2000人口ピラミッド

以下は2000年国勢調査による人口統計データである。
| 基礎データ - 人口: 511,035人 - 世帯数: 201,236 世帯 - 家族数: 119,936 家族 - 人口密度: 1,267人/km2（3,281人/mi2） - 住居数: 206,448軒 - 住居密度: 512軒/km2（1,325軒/mi2） 人種別人口構成 - 白人: 77.37% - アフリカン・アメリカン: 7.61% - ネイティブ・アメリカン: 0.83% - アジア人: 8.77% - 太平洋諸島系: 0.06% - その他の人種: 2.45% - 混血: 2.90% - ヒスパニック・ラテン系: 5.280% 先祖による構成 - ドイツ系：31.2％ - アイルランド系：14.3％ - ノルウェー系：11.3％ - スウェーデン系：9.5％ - イギリス系：7.2％ - フランス系またはフランス系カナダ人：5.9％ - サハラ砂漠以南のアフリカ系：2.9％ 年齢別人口構成 - 18歳未満: 25.6% - 18-24歳: 11.3% - 25-44歳: 30.7% - 45-64歳: 20.7% - 65歳以上: 11.6% - 年齢の中央値: 34歳 - 性比（女性100人あたり男性の人口） - 総人口: 93.0 - 18歳以上: 89.2 | 世帯と家族（対世帯数） - 18歳未満の子供がいる: 29.8% - 結婚・同居している夫婦: 44.0% - 未婚・離婚・死別女性が世帯主:11.9% - 非家族世帯: 40.4% - 単身世帯: 32.0% - 65歳以上の老人1人暮らし: 9.5% - 平均構成人数 - 世帯: 2.45人 - 家族: 3.16人 収入と家計 - 収入の中央値 - 世帯: 45,722米ドル - 家族: 57,7476米ドル - 性別 - 男性: 39,806米ドル - 女性: 30,814米ドル - 人口1人あたり収入: 23,536米ドル - 貧困線以下 - 対人口: 10.6% - 対家族数: 7.4% - 18歳未満: 15.7% - 65歳以上: 6.8% |

## 郡政府
郡政府は7つの選挙区からそれぞれ1人が選ばれる7人の委員で構成されており、議長はその中から互選される。

## 都市と郡区
| 都市 | 都市           | 郡区 |
| --- | -------------- | ---- |
| - セントポール - 郡庁所在地 - メイプルウッド - マウンズビュー - ニューブライトン - ノースセントポール - ローズビル - ショアビュー - バドネハイツ - ホワイトベアレイク ‡ - アーデンヒルズ - ファルコンハイツ - ジェムレイク - ローダーデール - リトルカナダ - ノースオークス - ブレイン † - セントアンソニー † - スプリングレイクパーク † | - ホワイトベア |      |

- † これらの都市は別の郡に基盤があるが、部分的にラムゼー郡に入っている
- ‡ ホワイトベアレイク市の小部分がワシントン郡に入っている

## 郡の記録
ラムゼー郡の記録は研究用ならば利用できる。学校、地区と市の委員会、郡政委員会、郡監督官、一般訴訟裁判所、遺言検認裁判所、セントポール市政委員会の各記録および機関史に関する記録がある。